# Amitifadine
L'amitifadine, connue également sous le nom de EB-1010 ou de DOV-21947, est un antidépresseur triple, développé par Euthymics à la suite du rachat de DOV Pharmaceutical en juillet 2010.
L'essai de phase II/III a débuté en mars 2011, et les premiers résultats sont attendus pour l'été 2012.

## Pharmacologie
L'amitifadine agit en inhibant les recaptures de sérotonine, de norépinéphrine et de dopamine dans un ratio de 1:2:8 (c'est-à-dire qu'il est 8 fois plus efficace sur la sérotonine que sur la dopamine).

## Efficacité et tolérance
Le produit réduit l'immobilité dans les tests de la nage forcée et de suspension par la queue, sans hausse significative de l'activité locomotrice.
L'efficacité a été démontrée dans un essai de phase II dans lequel le produit a surclassé le placebo.
Le profil d'effets secondaires n'est pas significativement différent de celui du placebo, et l'amitifadine n'est associée ni à une diminution de la fonction sexuelle, ni à des effets sur le poids.